# 妙円寺 (台東区)

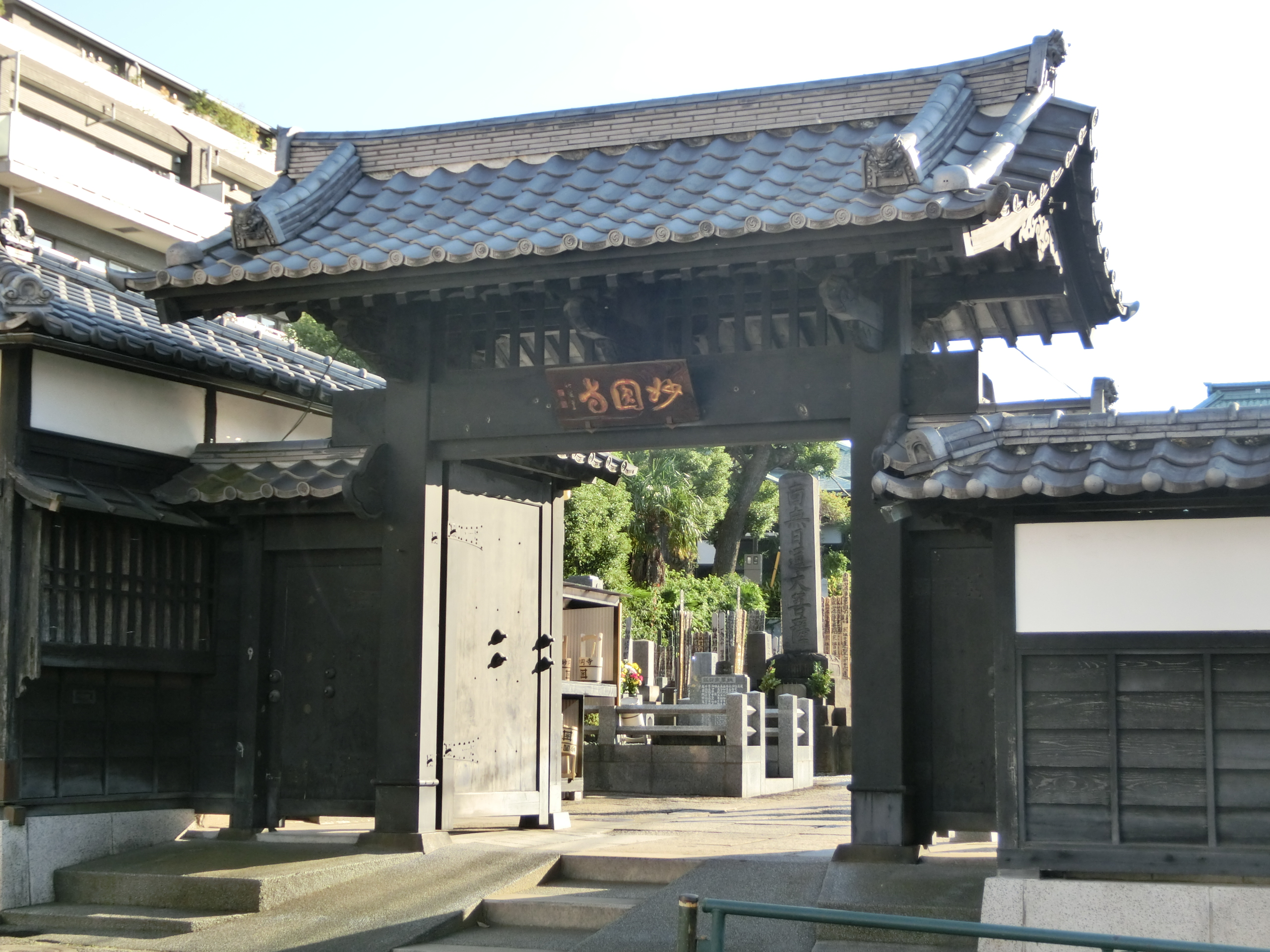
妙円寺

妙円寺（みょうえんじ）は、東京都台東区谷中にある日蓮宗の寺院。山号は円住山。旧本山は本所法恩寺、親師法縁。伝日法作の日蓮聖人像を祀る。

## 歴史
慶長4年（1599年）円住院日如（慶長7年（1603年）没）を開山に創建された。元禄16年（1703年）元禄大地震の火災が類焼し諸堂を焼失。元禄17年（1704年）現在地へ移転した。

## 境内
- 山門
- 本堂

## 交通アクセス
- 千代田線千駄木駅より徒歩約5分（経路案内）。
- 日暮里駅より徒歩約10分（経路案内）。

## 参考資料
- 日蓮宗寺院大鑑編集委員会『宗祖第七百遠忌記念出版 日蓮宗寺院大鑑』大本山池上本門寺 (1981年)
- 御府内寺社備考

座標: 北緯35度43分23.7秒 東経139度45分56.8秒 / 北緯35.723250度 東経139.765778度